# 이렌 자코브
이렌 마리 자코브(프랑스어: Irène Marie Jacob, 1966년 7월 15일 ~ )는 프랑스와 스위스의 배우이다. 1991년, 영화 《베로니카의 이중 생활》로 제44회 칸 영화제 여우 주연상을 수상했다.

## 대표 작품
- 베로니카의 이중 생활
- 세 가지 색: 레드 - 발렌틴 역
- 구름 저편에
- 오델로 - 데스데모나 역
- 빅토리
- 인코그니토
- 도망자 2
- 아메리칸 퀴진
- 스파이 게임(영어판)
- 킹 메이커
- 지금까지의 내 인생 - 엘로이즈 역
- 포플레이 - 피오나 역
- 영웅은 없다 - 앤 역
- 이너 라이프 오브 마틴 프로스트
- 먼지의 시간
- 나의 사춘기
- 리오 섹스 코미디
- Les yeux de Simone
- 아모레 카르네
- 다잉 오브 라이트
- 위 러브 유, 유 바스타드
- 사요나라(영어판)
- 이터너티 - 가브리엘의 어머니 역
- 테일즈 오브 멕시코